# Epinephelus irroratus
Epinephelus irroratus är en fiskart som först beskrevs av Forster, 1801.  Epinephelus irroratus ingår i släktet Epinephelus och familjen havsabborrfiskar. IUCN kategoriserar arten globalt som livskraftig. Inga underarter finns listade i Catalogue of Life.